# Novi Grad (Oprisavci)
Novi Grad je mjesto u Brodsko-posavskoj županiji. Nalazi se 30 km istočno od Slavonskog Broda, uz rijeku Savu. U sastavu je općine Oprisavci.
Prema popisu iz 2021. godine, u Novom Gradu živi 230 stanovnika (116 muškaraca i 114 žena). Treće je po veličini naselje u općini Oprisavcima. Susjedna sela su Prnjavor i Jaruge.  Stanovništvo je u potpunosti hrvatsko. 

## Povijest
Do teritorijalne reorganizacije u Hrvatskoj Novi Grad je bio u sastavu stare općine Slavonski Brod. Do 1910.  godine u popisima je iskazivan pod imenom Novigrad, a od 1921. do 1971. pod imenom Novigrad na Savi.

## Stanovništvo
Na popisu stanovništva 2021. godine, Novi Grad je imao 230 stanovnika.   
| broj stanovnika | 242   | 263   | 249   | 282   | 282   | 309   | 257   | 296   | 274   | 269   | 395   | 418   | 364   | 350   | 314   | 303   | 230   |
|                 | 1857. | 1869. | 1880. | 1890. | 1900. | 1910. | 1921. | 1931. | 1948. | 1953. | 1961. | 1971. | 1981. | 1991. | 2001. | 2011. | 2021. |

## Sport
U selu djeluje nogometni klub NK Omladinac Novi Grad koji se natječe u 3. ŽNL Brodsko-posavskoj (istok). 

## Kultura
Od 2013. u Novom Gradu djeluje KUD "Berislavić" koji je organizator manifestacije "Novogradska ivanjska noć", koja se održava treći vikend u mjesecu lipnju.